# Pauline Hammarlund
Pauline Hammarlund (7 de maio de 1994) é uma futebolista sueca, que atua como avançada.
Atualmente (2017), joga pelo Göteborg FC.
Integra a Seleção Sueca de Futebol Feminino desde 2015.

## Clubes
- Göteborg FC (2016-)

## Títulos
- Campeonato Sueco de Futebol Feminino – 2012
- Campeonato Europeu de Futebol Feminino Sub-19 de 2012